# زنجير (فلم 1973)
زنجير (العربية: سلسلة) فيلم جريمة هندي إنتاج عام 1973، من تأليف سليم-جافيد (كٌتب معظمه من قبل سليم خان، بمساعدة من جافيد أختر)، من إخراج وإنتاج براكاش ميهرا، وبطولة أميتاب باتشان، جايا باتشان، بران، أجيت خان وبيندو غيّر الفيلم اتجاه السينما الهندية من الأفلام الرومانسية الراقصة إلى أفلام الحركة، يبرز الفيلم صورة فتى يتيم وتحوله من شخص مكتوم يتسم بحزن إلى شخص مندفع قاتل منتقم عندما يحاصره الغاضب، ليتصادم ضابط شرطة الصارم مع زعيم جريمة يصادف أنه قاتل والديه.
بدأ الفيلم موجة جديدة في بوليوود في وقت كانت فيه الهند تعاني من الفساد وضعف النمو الاقتصادي، الإحباط والغضب من النظام، زنجير كان واجهة هذا التحويل في السينما الهندية في اتجاه عنيف وعدائي، يعكس غضب الجماهير، كان ينظر إلى أميتاب باتشان باعتباره البطل الجديد، الذي كان لديه الشجاعة لمحاربة الأخطاء مع الحفاظ على القيم الأخلاقية في نفس الوقت كما كان لهذا الفيلم دور كبير في تحول أميتاب باتشان إلى نجم صاعد، حيث لم يكن هذا الاسم لممثل مشهور ذائع الصيت بل لفنان يحاول تثبيت قدميه في الصناعة، أعطى هذا الفيلم باتشان دفعة في مسيرته الفنية بعد عدد من الأدوار السينمائية التي لم يكتب لها النجاح، حقق الفيلم نجاحًا كبيرًا، في الهند وخارجها.
يعتبر هذا الفيلم أول تعاون من نوعه بين ثنائي كتابة السيناريو سليم-جافيد والممثل الشاب أميتاب باتشان، منذ زنجير كتب الثنائي سليم جافيد العديد من النصوص اللاحقة للمثل باتشان، وأصرا على أن يمثل أدوار البطولة في أفلامهم اللاحقة، بما في ذلك الأفلام الشهيرة مثل دیوار (1975) والشعلة (1975)، لتكون مؤسسة بعد ذلك لنجومية باتشان. بالإضافة إلى كونه نقطة تحول في مسيرة باتشان المهنية، يعتبر فيلم زنجير أيضًا نقطة تحول في صناعة السنمائية في جنوب الهند، حيث أصبح تمثيل باتشان في هذا الفيلم مصدر إلهام لنجم تاميل السينمائي مستقبلي راجنيكانث. لا يزال زنجير فيلمًا مهمًا في تاريخ السينما الهندية ويعتبر كلاسيكيًا اليوم.
بالنظر إلى تاريخ هذا الفيلم، فقد أعيد إنتاجه بعد 40 عامًا، لعبت بريانكا شوبرا دور جايا باتشان في الفيلم ولعب رام شاران تيجا دور أميتاب باتشان. لكن لم يحقق الفيلم النجاح في شباك التذاكر.

## قصة الفيلم
دون وجود أدلة على تجارة الأدوية المغشوشة أو شهود أو اعتراف رانجيت على نفسه أو ضد الرجل الذي يعمل عنده، يقوم مفتش الشرطه باطلاق سراحه من السجن وينصحه بالابتعاد عن عالم الجرمية فقد يتضرر منه في نهاية الأمر، يهرع رب الأسرة رانجيت إلى منزله لتفقد زوجته وأبناءه ليصدم أن ابنته الصغيرة المريضة ماتت بسبب دواء مغشوش، هنا يحس رانجيت بالندم ويقرر الابتعاد عن عالم الجريمة ويخبر زعيم الذي يعمل لديه أنه لن يعود للمشاركة في المتاجرة المغشوشة مرة أخرى، عندها ينصح تيجا مساعد زعيم العصابة التي كان ينتمي إليها رانجيت التخلص منه، خلال حفل ديوالي تقتل عائلة الصبي الصغير فيجاي خانا على يد رجل من العصابة، في مخبئه شاهد الصبي الصغير مقتل والديه وسلسة القاتل "أسورة يد القاتل ذات الحصان الأبيض الصغير" المشهد الذي لن يفارق ذاكرته بعد ذلك دون علم القاتل بوجود الصبي الصغير فيجاي مختبئ داخل الخزانة في تلك الأثناء، يصبح الطفل فيجاي يتيم ويقوم مفتش الشرطة بأخذ الطفل وتبنيه ليعيش في منزله مع زوجته وابنه ويوصي المفتش ابنه على صحبة فيجاي والعناية به، بسبب حادثة القتل المؤلمة التي شاهدها تراود الطفل فيجاي كوابيس متكررة عن رجل مجهول الهوية يمتطي حصان أبيض. ما يولد لدى الصبي اليتيم فيجاي عزلة اجتماعية.
تنتقل أحداث الفيلم بالزمن حيث يظهر الشاب فيجاي خانا (أميتاب باتشان) في دور ضابط شرطة يتلقى شكاوى حول رجل محلي يدعى شيرخان (بران)، الذي يدير أوكار القمار، عندما يستدعي ضابط فيجاي شيرخان للاستجواب، يدخل شيرخان متعجرفاً في تحدي لسلطة فيجاي خانا، ما زاد غضبه، وتزداد حده الوتيرة بينهما وهنا يوبخ شيرخان الضابط ويخبره أنه يأمره فقط بسبب الزي الذي يرتديه، يأخذ فيجاي هذا التحدي لسلطته على محمل الجد ويذهب مساءا بعد انتهى فترة عمله يرتدي ملابس غير رسمية إلى مكان تواجد شيرخان حيث يبدأ الاثنين في العراك وفي نهاية المعركة لم يغلق شيرخان أوكار المقامرة فحسب، بل أصبح فيجاي في محل التقدير وأصبح شيرخان ميكانيكي يعمل في إصلاح السيارات.
تستمر تجارة العالم السفلي الاجرامية بلا هوادة في جميع أنحاء المدينة، حيث تعود جميعها إلى زعيم العصابة تيجا (أجيت خان). يتصل رجل مجهول باستمرار ب «المفتش فيجاي خانا» لإبلاغه عن أحداث اجرامية على وشك الحدوث، ويغلق الاتصال قبل أن يتمكن فيجاي خانا من استخراج أي معلومات أخرى عنه، يقوم فيجاي من اعداد كمين للعصابة ولكن يتمكن السائق من الهرب، وفي أحد الأيام يرد اتصال آخر من نفس الشخص المجهول إلى فيجاي عن عملية نقل نبيد مغشوش آخر ويعد المفتش فيجاي كمين للعصابة لكن هذه المرة تحصل عملية مطارد ينتج على اثر هروب العصابة حادث يتسبب بمقتل العديد من الأطفال دهساً تحت شاحنة نقل، عن طريق الصدفة وجدت شاهدة على ذلك الحدث هي أحد بائعات الشوارع تدعى مالا (جايا باتشان)، التي يتم رشايتها من قبل رجال العصابة للحفاظ على صمتها مقابل مبلغ 10 ألف ربية. عندما يتم استجوابها من قِبل فيجاي، تنكر مالا معرفتها أي شي أو مشاهدتها وجوه أفراد العصابة ما يثير غضب فيجاي ويأخذها إلى المشرحة لترى جثث الأطفال المشوهة من أجل استعطافها لشهادة ضد المتسببين في الحادثة، في هذه الاثناء تأتي مالا بالمال وتطلب التبرع بها إلى دار للأيتام وتحدد الرجل الذي يقف وراء حادث الآليم.
بمجرد معرفة أفراد العصابة شهادة مالا ضدهم وخرقها لوعدها لهم، يأتي رجال عصابة تيجا وراءها لتقرر الهرب ويتم مطاردتها خلال الليل، بصعوبة عبر مسارات القطار تصل إلى منزل المفتش فيجاي خانا، وهي يائسة يسمح لها بالدخول والبقاء في منزله تلك الليلة، أثناء تبادلهم أطراف الحديث يكتشف الاثنان أنهما يتيمان، ويناقشان المخاوف المرتبطة بالحياة والوحدة. في اليوم التالي يفضل فيجاي خانا نقلها إلى منزل والدته بالتبني، لتبدأ مالا في تعلم أشياء جديدة وطريقة الحفاظ على المنزل وكذلك تعلم اللغة الإنجليزية.
بهدف إزاحة فيجاي خانا عن طريقهم تقرر العصابة فكرة التخلص منه عن طريق تقديم 50 ألف روبية لصديقه شيرخان لقتله الأمر الذي رفضه شيرخان غضباً وابلغ فيجاي عن المكيدة التي تعمل العصابة عليها للتخلص منه، قي أحد الأيان يتم دعوة فيجاي خانا من قبل كانغا الذي يدعوه لتناول الشاي في منزله لكن لم تكن هذه الدعوة إلا مكيدة دبرتها العصابة بغرض توريط فيجاي في عملية رشوة، على أثرها تم تجريد فيجاي من منصبه كمفتش، ويسُجن لمدة 6 أشهر، قبلها عملت العصابة على التخلص من كانغا برميه من القطار بعد بهدف التخلص منه قبل وصوله إلى محاكمة للشهادة على تدبر العصابة حادثة الرشوة لفيجاي، عندما يتم إطلاق سراحه من السجن يخطط للانتقام ويقوم بتهديد زعيم العصابة تيجا. بمرور هذا الوقت، تطورت شخصية مالا من فتاة انطوائية تطلب مساعدة من فيجاي إلى فتاة عاطفية المشاعر تجاه فيجاي وتتوسل له أن عليه التوقف عن الرغبة في الانتقام، بهدف ثنيها عن ابتعادها عنه يوافق على غير رغبة منه ويلتقي بزعيم العصابة تيجا والاتفاق معه أن ينسى كل منها الاخر، يلتقي في مقبرة مسيحية بالمخبر الذي اتصل به في الماضي عندما كان مفتشًا. يبدو الرجل دي سيلفا (أوم براكاش)، نصف مجنون، متمسكًا بزجاجة فارغة. يقول إنه في عيد الميلاد قبل عدة سنوات، شرب أبناؤه الثلاثة دواء مسمماً وتوفيوا بسببه وحتى يتم العثور على ذلك القاتل سيستمر في التجول مخموراً في شوارع المدينة مع زجاجة النبيذ، عندما سخر منه المجرمون المحليون ويصفونه بالجنون، تعهد بالانتقام منهم قدر استطاعته من خلال الاتصال بالمفتش عندما تكون الجريمة على وشك الحدوث.
بعد سماع هذا الخبر يصبح فيجاي حزيناً مكتئبًا ومشتتاً بين رغبته في مساعدة دي سيلفا الحزين، وحاجته إلى الوفاء بوعده لمالا بأنه لن ينتقم. خلال طريق عودته ليلا تجتمع عصابة تيجا على تيجاي ويتعرض لمحاولة قتله بعدما القوه على سكة القطار لكن يتم انقاذه في اللحظة الاخيرة من قبل شيرخان، بعد فترة خروجه وتعافيه من المستشفى يحرص شيرخان الوقوف إلى جانب تيجاي، تتراجع مالا متعهدة بأنها لن تحاول السيطرة عليه وتحثه على أن يفعل ما هو صواب.
بعمل مشترك بين المخبر وفيجاي وتيجاي يتم التعرف على مكان تخزين عصابة فيجا للنبيذ المغشوش ويتم ابلاغ مفتش الشرطة بذلك بشهادة عامل المخزن، بهدف القضاء على العصابة يذهب فيجاي وشيرخان إلى تيجا ورجاله في مقر إقامته وبعد محاصرة تيجا خلال حفل ديوالي، يكتشف فيجاي أن الشخص الذي قتل والديه، قبل 20 عامًا هو تيجا نفسه، ويتعرف عليه من أسورة "زنجير" في معصمه، يساعد شير خان فيجاي في مواجهة تيجا ورجاله، بعد أنه تصل العراك بينها تصل قوة من الشرطة يتقدمها المفتش للقبض على تيحجا لكنه يصبح رهينة تحت تهديد السلاح في يد تيجا، يتمكن فيجاي من ألتقاط مسدسه من الأرض ويطلق النار على تيجا ويرديه قتيلاً ويسقط جثته في حمام السباحة.

## طاقم العمل

### طاقم التمثيل
- أميتاب باتشان في دور المفتش فيجاي خانا.
- جايا باتشان في دور مالا «فتاة يتيمة تعمل في حد السكاكين»
- بران في دور شروخان
- أوم براكاش في دور دي سيلفا
- أجيت خان في دور سيث دارم ديال تيجا
- بيندو في دور منى راقصة وأحد مساعدات تيجا
- افتخار في دور مفوض الشرطة سينغ
- كيشو موكرجي في دور كانغو "تستخدمه العصابة ليورط فيجاي في عملية رشوة"
- راندهير في دور لا لا أشوك «صديق شيرخان في القمار»
- غولشان باورا في دور مغني شوارع
- شيلا فاز في دور مغنية شوارع
- رام موهان في دور رجل يسمى "كبير" مساعد رجل العصابة تيجا.
- يونس بارفيز في دور شرطي
- إم راجان في دور رانجيت والد فيجاي
- بورنيما في دور سوميترا والدة فيجاي.
- نانديتا ثاكور في دور شانتي بهابي
- ساتيندرا كابور في دور مفتش الشرطة " اب فيجاي خانا بالتبني"
- أشالاتا وابجاونكار في دور زوجة مفتش الشرطة " أم فيجاي خانا بالتبني"
- رام سيثي في دور شرطي
- سانجانا في دور راقصة شوارع
- أمريت بال في دور رجل يعرض المال على "شير خان" ليقتل بدور أمريت بول
- بوشان تيواري في دور المهرب، أحد رجال تيجا.
- جاويد خان في دور المهرب، أحد رجل تيجا
- رانفير راج في دور المهرب، أحد رجال تيجا
- كريشان دهاوان في دور المهرب، أحد رجال تيجا.
- ماك موهان في دور أحد رجال تيجا يتم القبض عليه في مستودع تيجا للمشروبات الكحولية.
- د. ك. سابرو في دور باتيل
- جوجا كابور في دور جوجا

### طاقم العمل
- المدير: براكاش مهرا
- الكاتب: سالم جاويد (سليم خان، جاويد اختر)
- المنتج: براكاش مهرا، بابو ميهرا
- شركة الإنتاج: براكاش ميهرا للإنتاج
- محرر : رامشاندرا مهاديك
- المدير الفني: جيه
- مصور سينمائي: ن. ساتين
- الأعمال المثيرة: رافي خانا، فيريندرا كومار
- حلي وخزانة ملابس: فاسانت ماهاجان، شانكار جادهاف
- مصمم الرقصات: ساتيانارايان
- مدير الموسيقى: كاليانجي أناندجي
- شاعر غنائي: جولشان باورا، براكاش ميهرا (ديل جالون كا ديل جالا كه)
- مطربين التشغيل: آشا بهوسل، منى داي، لاتا مانجيشكار، محمد رافي

## الإنتاج
قصة سيناريو الفيلم سليم خان، الذي صوّر أيضًا شخصية «الشاب الغاضب» في فيجاي، الذي لعبته أميتاب باتشان. بعد أن أكمل خان النص، شارك سليم خان استكمل السيناريو مع جافيد أختر، بصفته ثنائي كتابة السيناريو سليم-جافيد. كُتب زنجير كفيلم جريمة مع أعمال عنف، وشخصية فيجاي الرئيسية كانت تُصوَّر بأنها شاب غاضب، «غاضب من النظام». في الوقت الذي سيطرت فيه الأفلام على السينما الهندية مع خيوط «البطل الرومانسي»، رأى براكاش مهرا أن السيناريو من المحتمل أن يكون رائدًا وقد ظهر كمخرج للفيلم، بالرغم من ذلك كافح المخرج وكاتبا السيناريو من أجل العثور على ممثل لدور «الشاب الغاضب»، الذي رفضه عدد من الممثلين بسبب أنه يتعارض مع صورة «البطل الرومانسي»؛ في ذلك الوقت، كان يهيمن على الصناعة «ملك الرومانسية» راجيش خانا والممثلون الآخرون «البطل الرومانسي». تم تقديم دور القيادة أولاً للعديد من الرجال الرائدين في ذلك الوقت، بما في ذلك راج كومار وراجيش خانا ودارميندرا وديف أناند، وجميعهم رفضوا العرض. في النهاية، ذهب إلى الوافد الجديد، أميتاب باتشان، منه انطلقت مسيرة حياته المهنية الزاخرة .

## الموسيقى التصويرية
تم تأليف الموسيقى بواسطة كاليانجي أناندجي وكتب كلماتها براكاش ميهرا، باستثناء "ياري هاي إيمان ميرا" التي كتبها جولشان باورا.
| 1. | "Chaaku Chhuriyan Tez Karaa Lo حد سكينك"        | براكاش ميهرا |  | آشا بهوسل                 | 3:51 |
| 2. | ""Dil jalon Ka Dil Jalaake Kya Milega Dilruba"" | براكاش ميهرا |  | آشا بهوسل                 |      |
| 3. | "Deewane Hai، Deewanon Ko Na Ghar Chahiye"      | براكاش ميهرا |  | لاتا مانجيشكار، محمد رافي |      |
| 4. | ""Banaake Kyun Bigaada Re""                     | براكاش ميهرا |  | لاتا مانجيشكار            |      |
| 5. | ""Yaari Hai Imaan Mera Yaar Meri Zindagi""      | جولشان باورا |  | مانا داي                  |      |

## روابط خارجية
- مقالات تستعمل روابط فنية بلا صلة مع ويكي بيانات
- زنجير في قاعدة بيانات الأفلام على الإنترنت